# Mala Buna
Mala Buna is een plaats in de gemeente Velika Gorica in de Kroatische provincie Zagreb. De plaats telt 274 inwoners (2001).